# واکنش‌گر

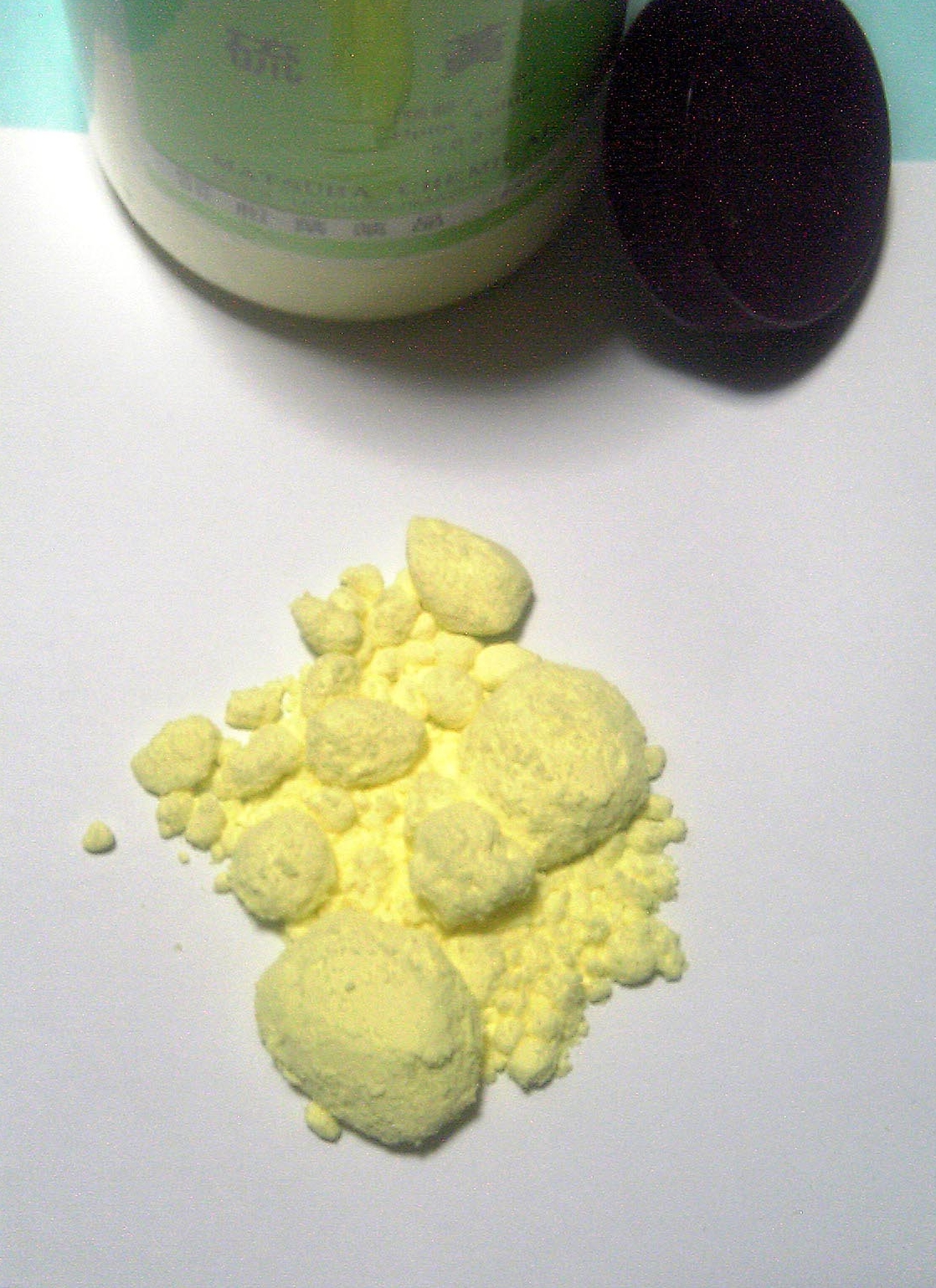
واکنش‌گرهای نابی مانند گوگرد (آنچه در نگاره دیده می‌شود) از آن‌ها به عنوان آغازگر واکنش استفاده می‌شود.

واکنش‌گر (به انگلیسی: Reagent) به ماده یا ترکیبی گفته می‌شود که آن را به یک سامانه اضافه می‌کنند تا یک ترکیب شیمیایی روی دهد یا آن را به یک سامانه اضافه می‌کنند تا ببینند آیا واکنش شیمیایی امکان پذیر است یا خیر. تفاوت واکنش‌گر با واکنش‌گر ناب در این است که واکنش‌گر خود در جریان واکنش شیمیایی مصرف می‌کند ولی واکنش‌گر ناب چنین نیست. حلال‌ها و آسان‌گرها با اینکه در متن واکنش درگیر اند اما هرگز از آن‌ها به عنوان واکنش‌گر یاد نمی‌شود.
در شیمی آلی، واکنشگرهای ناب به صورت ترکیب یا مخلوط اند و معمولاً از مواد غیرآلی یا مولکول‌های کوچک آلی تشکیل شده‌اند. چند نمونه از واکنش‌گرهای ناب آلی عبارتند از: واکنش‌گر ناب کالینز، واکنش‌گر ناب فِنتون، واکنش‌گر ناب آلی لیتیم و واکنش‌گر ناب گرینیارد. همچنین گروهی دیگر از واکنش‌گرهای ناب وجود دارند که از آن‌ها برای اطمینان از وجود ماده‌ای دیگر در یک واکنش شیمیایی استفاده می‌شود؛ به این نوع از واکنش‌گرهای ناب، واکنش‌گر ناب تجزیه‌ای (به انگلیسی: analytical reagent) گفته می‌شود. نمونه‌هایی از آن عبارتند از: واکنش‌گر ناب فلینگ، واکنش‌گر ناب میلون و واکنش‌گر ناب تولن.
کاربرد دیگر واکنش‌گرهای ناب، در درجه بندی آن‌ها است. درجهٔ واکنش‌گر ناب توضیح می‌دهد که آیا مادهٔ شیمیایی خلوص کافی برای استفاده در شیمی تجزیه، واکنش شیمیایی یا آزمایش فیزیکی را دارد یا خیر. استاندارد خلوص برای واکنش‌گرهای ناب از سوی سازمان‌هایی مانند ای اس تی ام بین‌الملل تعیین می‌شود. برای نمونه از نظر واکنش‌گر ناب-کیفیت باید مولکول آب دارای ناخالصی بسیار کمی از سدیم و یون کلر، سیلیس و باکتری داشته باشد و همچنین رسانای خوب جریان الکتریسیته باشد.